# U-989
Unterseeboot 989 foi um submarino alemão do Tipo VIIC, pertencente a Kriegsmarine que atuou durante a Segunda Guerra Mundial.

## Comandantes
| Comandante                        | Data                                          |
| --------------------------------- | --------------------------------------------- |
| Kptlt. Hardo Rodler von Roithberg | 22 de julho de 1943 - 14 de fevereiro de 1945 |

## Subordinação
Durante o seu tempo de serviço, esteve subordinado às seguintes flotilhas:
| Período                                         | Flotilha                                   |
| ----------------------------------------------- | ------------------------------------------ |
| 22 de julho de 1943 - 31 de janeiro de 1944     | 5. Unterseebootsflottille (treinamento)    |
| 1 de fevereiro de 1944 - 30 de setembro de 1944 | 9. Unterseebootsflottille (serviço ativo)  |
| 1 de outubro de 1944 - 14 de fevereiro de 1945  | 33. Unterseebootsflottille (serviço ativo) |

## Operações conjuntas de ataque
O U-989 participou das seguinte operações de ataque combinado durante a sua carreira:
- Rudeltaktik Stürmer (26 de janeiro de 1944 - 3 de fevereiro de 1944)
- Rudeltaktik Igel 1 (3 de fevereiro de 1944 - 17 de fevereiro de 1944)
- Rudeltaktik Hai 1 (17 de fevereiro de 1944 - 22 de fevereiro de 1944)